# 48
Вижте пояснителната страница за други значения на 48.
48 (четиридесет и осма) година е високосна година, започваща в понеделник по юлианския календар.

## Събития

### В Римската империя
- Осма година от принципата на Тиберий Клавдий Цезар Август Германик (41 – 54 г.)
- Консули на Римската империя са Авъл Вителий и Луций Випстан Попликола. Суфектконсули през тази година стават Луций Вителий (от юли) и Месала Випстан Гал (от юли).
- Император Клавдий включва в състава на Сената представители на гражданите на Галия Комата и преразглежда официалния списък с патриции сенатори като включвав него и представители на нови фамилии.[1]
- Императрицата Месалина използва краткото отсъствие на съпруга си, за да се омъжи за любовника си Гай Силий. След като научава за това Клавдий се завръща в Рим, което довежда до издирване на участниците в „сватбената“ церемония и завършва с екзекуцията на Месалина и нейния нов „съпруг“.[1]
- Вентидий Куман наследява Тиберий Юлий Александър като управител на Юдея.
- Публий Осторий Скапула провежда успешни походи срещу силурите в южен Уелс.

### В Азия
- Окончателно разделяне на хунну на северни и южни

## Родени
- Улпия Марциана, сестра на император Траян (умряла 112 г.)

## Починали
- Валерия Месалина, римска императрица
- Гай Силий, римски политик и сенатор